# Фламандский узел
Флама́ндский у́зел (от англ. Flemish Bend) — вариант названия узла в морском деле. Но этот узел в море применяют редко, потому что на тросе из растительного материала (пенька, сизаль) он сильно затягивается и трудно развязывается.
Восьмёрка (от Figure-Eight Bend) — соединяющий временный узел в альпинизме, который используют для временного соединения вместе концов двух основных альпинистских верёвок равного диаметра для удлинения верёвки. Не рекомендуют к использованию на верёвках из растительных волокон, так как узел сильно затягивается. Соединение восьмёркой — прочное и надёжное.
В рыболовстве — узел не скользит, надёжно держит на синтетической рыболовной леске и не портит её.

## Способ завязывания
Существуют несколько способов завязывания:
- Последовательный способ — завязать восьмёрку на конце одной верёвки; вдеть конец другой верёвки в восьмёрку, образованную на первой верёвке так, чтобы коренные концы верёвок располагались бы поверх ходовых, обжимая узел (в этом случае остаётся шанс развязать узел после сильного натяжения или рывка); повторить рисунок узла; затянуть узел; завязать контрольные узлы ходовыми на коренных концах на обеих сторонах узла[15][1]
- Неудобный способ — сложить концы двух верёвок параллельно; завязать общий узел «восьмёрка» двумя концами; завязать контрольные узлы ходовыми на коренных концах на обеих сторонах узла. При этом придётся продевать в петлю и один из коренных концов, в чём и состоит неудобство[15][1]
- Ложный способ — завязать воровской узел; сделать колы́шку одним ходовым концом и колышку другим концом (при сильном натяжении или рывке узел остаётся симметричным, но сильно затягивается, так как ходовые концы расположены поверх узла, из-за чего узел трудно или невозможно развязать)

Ошибки при завязывании
- Ходовые концы располагают над коренными, в результате натяжения половина узла неравномерно затягивается под нагрузкой, узел чрезвычайно сильно затягивается в середине, оставаясь полузатянутым ближе к концам, после чего невозможно развязать (особо после рывка)
- При небрежном завязывании образуются перехлёсты и такой узел труднее развязывать

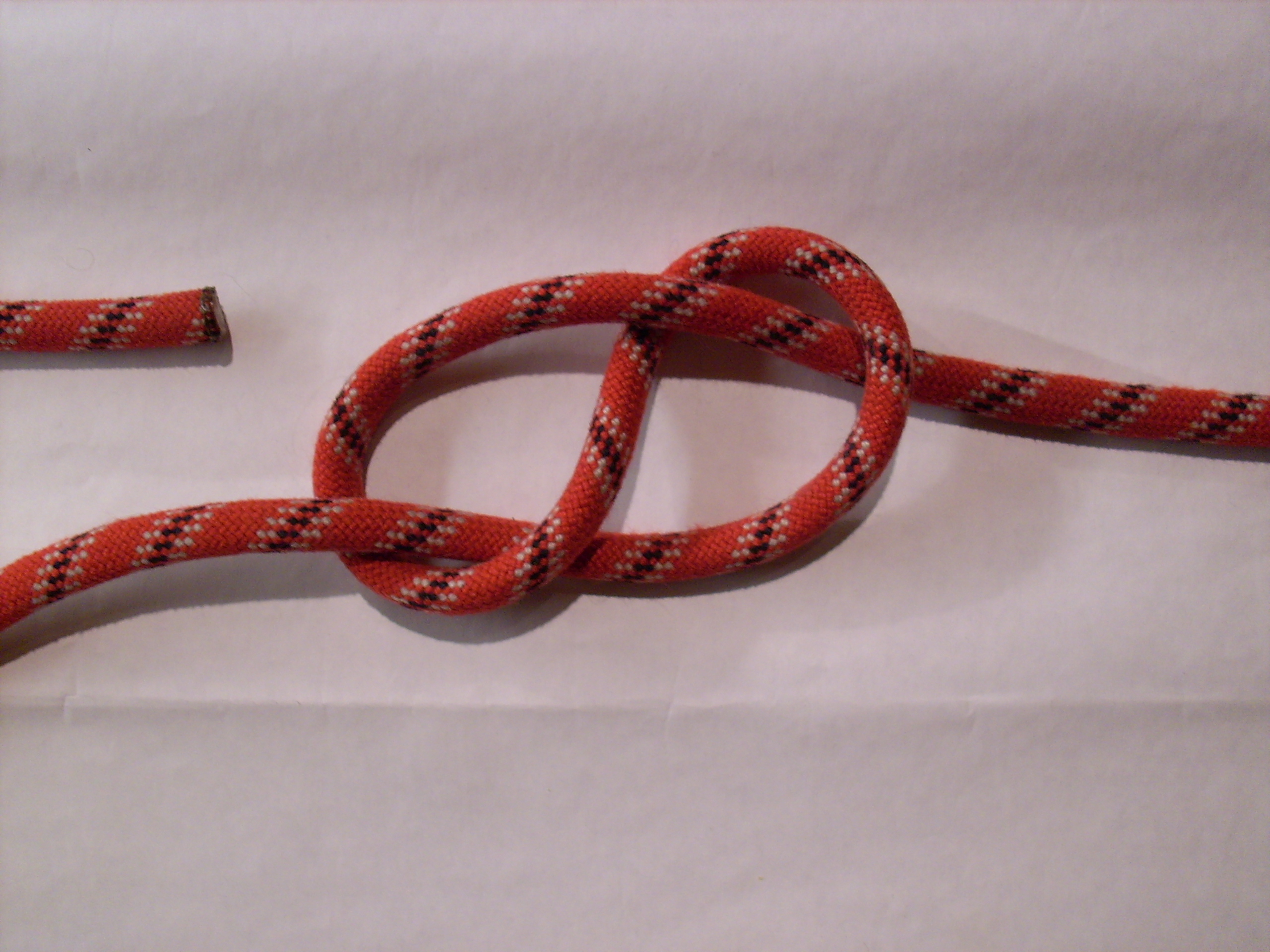
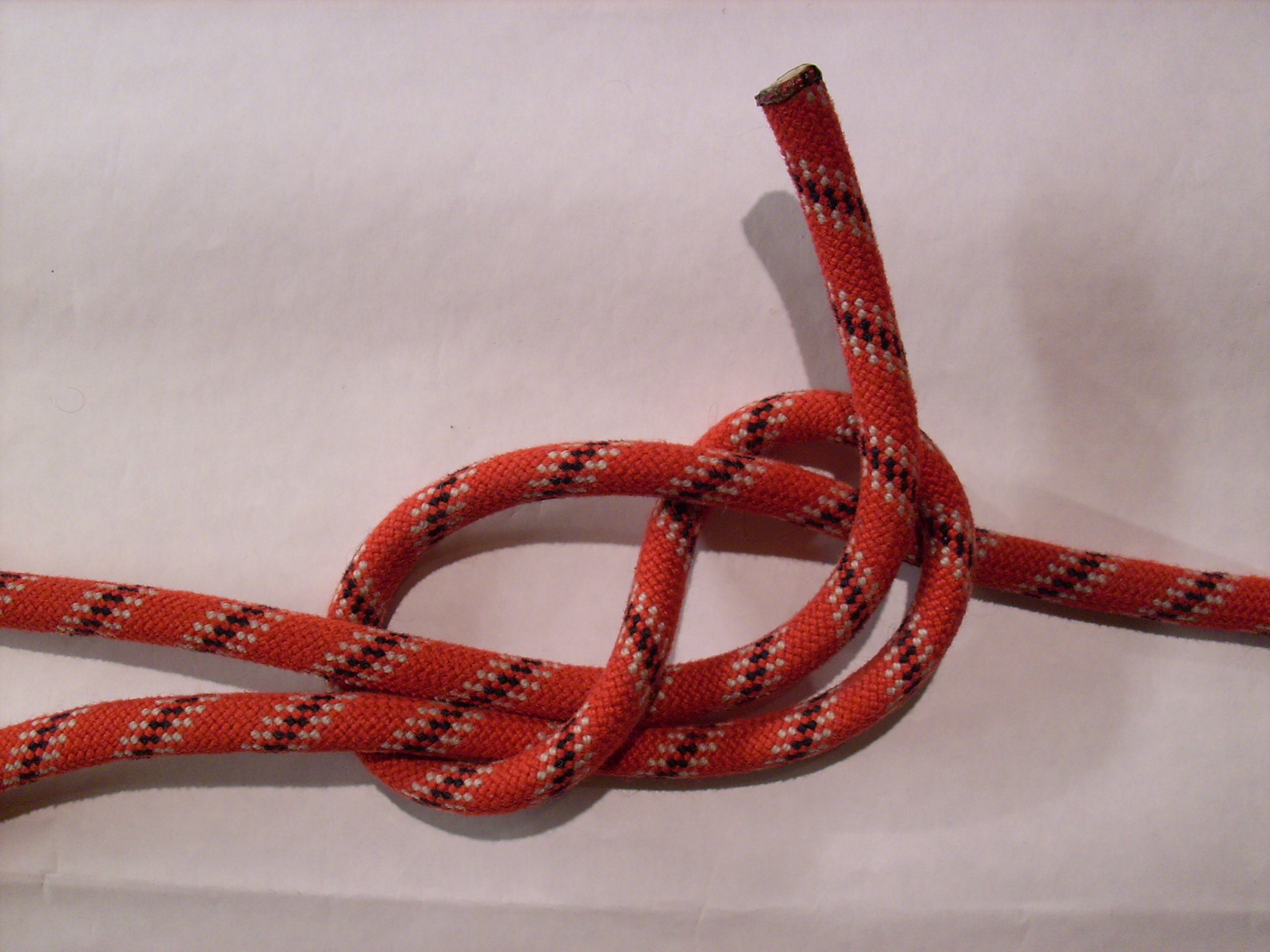
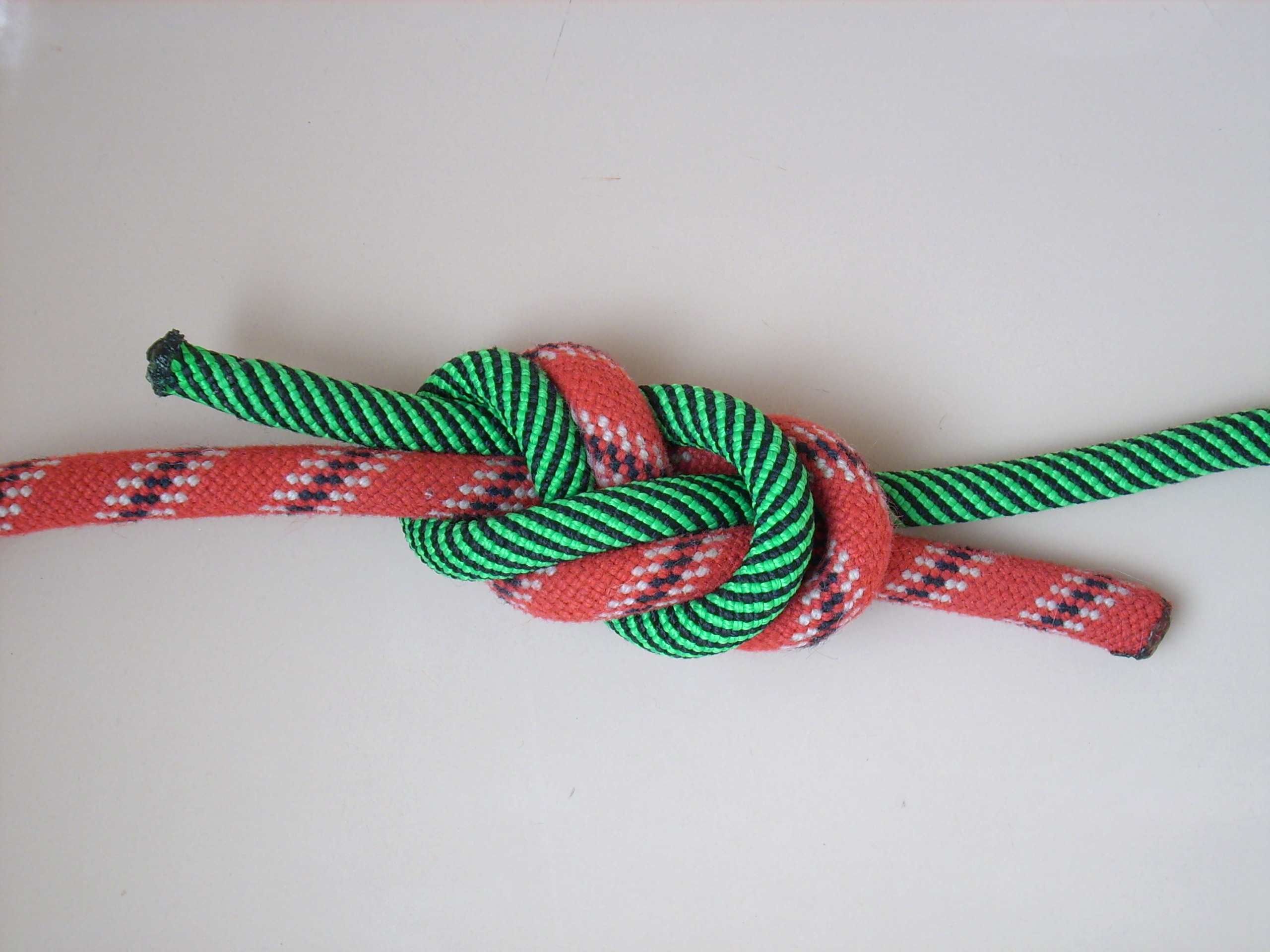

## Признаки
Достоинства
- Узел — прочен
- Надёжен и не скользит по верёвке[12]

Недостатки
- Необходимы контрольные узлы ходовыми концами верёвок на коренных с обеих сторон узла[15]
- Узел — громоздкий
- Завязывать долго[12]
- Сильно затягивается[12], трудно развязывать
- Сложно завязывать правильно

## Применение
В альпинизме
- Временное связывание вместе концов двух коротких верёвок в одну длинную верёвку[18]